# Утицај IBM-ових PC-ја на тржиште персоналних рачунара
Након увођења IBM-овог Персоналног Рачунара, такозваног Ај-Би-Ем Пи-Сија, многе друге персоналне рачунарске архитектуре су за свега неколико година биле избачене из конкуренције.

## Стање пре појаве IBM PC
Пре него што је дошло до увођења IBM ПЦја, тржиштом персоналних рачунара доминирали су системи који су користили 6502 и Z80 осмо-битни микропроцесор, као шсто су били ТРС 80 и Apple II серија, који су имали своје засебне оперативне системе, и рачунаре који су радили под ЦП/М. Након што је IBM представио IBM ПЦ, 1984 су IBM ПЦ и њему слични рачунари постали доминантни на тржишту.
Крајем седамдесетих неколико шеснаестобитних процесора су постали доступни. Као на пример Data General Mn601, Fairchild's 9440, Ferranti F100-1, General Instrument CP1600, General Instrument CP1610, the National emiconductor INS8900, Panafacom's MN1610, Texas Instruments TMS9900, и најпознатији Intel 8086. Ови нови процесори су били прескупи за уградњу у персоналне рачунаре, зато што су користили шеснаестобитнu магистралу и самим тим су захтевали ретке (и веома скупе) шеснаестобитне перифералне чипове.
Више од 50 нових пословно оријентисаних личних компјутерских система је изашло на тржиште годину дана пре него што је IBM ибацио свој IBM ПЦ. Веома мали број њих је користило 16 или 32 битни микропроцесор, јер су 8 битни системи били добро прихваћени од стране произвођача као поуздани и адеквати, са друге стране Intel 8086 је био прескуп за употребу.
Неки од главних произвођача који су продавали 8 битне системе у овом периоду:
-{
- Apple Computer Inc.
- Commodore International
- Cromemco
- Digital Equipment Corporation
- Durango systems inc.
- Hewlett-Packard
- Intersystems
- Morrow Designs
- North Star Computers
- Ohio Scientific
- Olivetti
- Processor Technology
- Sharp
- South West Technical Products Corporation
- Tandy Corporation
- Zenith/Heathkit.

}-

## IBM PC
Дана 12. августа 1981. године, компанија IBM је представила IBM персонални рачунар. IBM ПЦ је користио у то време најновији Intel 8088 процесор. Као и остали 16 битни процесори, могао је да приступи максимално до 1 мегабајт РАМ меморије, али је користио 8 битни широку магистарлу да би приступио меморији и осталим периферне уређаје. Оваквим дизајном је дозвољена употреба велике релативно јефтине фамилије 8 итних компатибилних чипова. IBM је одлучио да користи Intel 8088 након разматрања Motorola 68000 и Intel i8086, јер су сматрали да су друга два процесора превише моћни за њихове потребе. IBМова репутација у свери бизниса је омогућила IBM ПЦ архитектури да заузме значајан тржишни удео у пословним апликацијама, а многе мале компаније које продају IBM компатибила софтвер или хардвер брзо су расле и добијале на важности, као на пример Теcmar, Quadram, AST Research, и Microsoft.
У то време су многе друге компаније правиле ”бизнис персоналне рацунаре” користећи свој лични дизајн, неки од њих још увек користе 8-битне процесоре. Они који су користили Intel x86 процесор често су користили генерички MS-DOS или CP/M-86 који нису били компатибилни са IBM сисемом, као што су 8 битни системи са Intel 8080 процесором користили CP/M.
Почетком 1984 BYTE је најавио 1983. године први ПЦ компатибилан микрорачунар. Основана 1976, North Star је дуго била успешна са 8 битним S-100 bus производима, али је сада компанија прихватила да је IBM ПЦ постао стандард, и то стандард које је North Star компанија морала да прати. BYTE је описао најаву како је IBM компанија направила велики утицај на рачунарску индустрију.
То је постало веома очигледно да је кључ за опстанак, као главни произвођач, прихватање од стране пословне заједнице. IBM ПЦ је несумњиво отворио врата тог тржишта шири него било који персонални рачунар пре њега, али у томе је направиокомпатибилност као примарни фактор у микрорачунарском дизајну. Недавне најаве North Star компаније... и домаћин мањих фирми згледа да указују да 8088/MS-DOS/IBM –постаје стандард.

## Употреба MS-DOS на x86 базне системе који нису компатибилни са IBM PC
У почетку, када IBM ПЦ још није био доминантан на тржишту, ови х86 битни системи нису били клонови ПЦ дизајна који је направио IBM, али су имали различите унутрашњи дизајн, као што је CP/M 8 битни систем који их је претходио. Чак неколико година после увођења IBM ПЦа, произвођачи као што су Digital, HP, Sanyo, Tandy, Texas Instruments, Tulip Соmputers, NEC, Wang Laboratories, и Xerox су наставили да уводе личне рачунаре који су једва, ако уопште били хардверски компатибилни са IBM ПЦ, иако су користили х86 процесор и радили на MS-DOS-у. Они су користили MS-DOS на начин на који је Microsoft првобитно предвидео: на исти начин на који 8-битни систем користи CP/M. Они су имплементирали стандард као што је ROM BIOS да би постигли хардверску независност како би имао 8080 (Z80) компатибилност. Тако да је свака машина имала различит BIOS докле год би стандардни MS-DOS осигуравао компатибилност.
Microsoft је користио софистицираније инсталере са својим порграмима у DOS-u као што је програм Multiplan који је омогућавао драјвере за уређаје који нису IBM PC компатибилни, већин адругих софтвера није то омогућавала. Peter Norton који је охрабривао произвођаче да пишу софтвер који може да ради на различитим рачунарским системима, је признао 1985. године да не постоји једноставан начин да се напише генерични софтвер који би радио на више рачунарских система. Да би добили најбоље резултате од 8088 процесора, многе популарне софтверске апликације су биле написане искључиво за IBM PC. Програмери ових програма одлучили су да пишу директно на (видео) меморију рачунара и на периферне чипове, како би избегли MS-DOS и BIOS. На пример, програм може директно ажурирати видео меморију, уместо да корити MS-DOS позиве и драјвере уређаја како би променио изглед екрана. Многи значајни софтверски пакети као што су програми за табеле Lotus 1-2-3, и Microsoft's Microsoft Flight Simulator 1.0, имали су директан приступ хардверу IBM РСа заобилазећи BIOS, и самим тим нису радили на рачунарима који су се имало разликовали од IBM РСа. Ова појава је била нарочито честа међу играма. Као резултат тога системи који нису у потпуности компатибилни са IBM PC нису били у могућности да покрену овај софтвер, и са овим је коцепт OEM верзије MS-DOS требало да ради на и на хардверу који није IBM-PC.

### Клонирање PC BIOS
Један од првих рачунара који су користили near-clone од IBM PC BIOS и достигли 100% PC компатибилност био је Compaq portable, пустен у продају у новембру 1982. године. Убрзо након што је Phoenix Technologies био представљен, њихов клон IBM PC's BIOS-а је био лиценциран. Који заједно са употребом IBM стандардом off-the-shelf Ics омогућио је сваком да развије PC компатибилан рачунар.

### Пад Intel 80186
Иако основан на i8086 са могућностима стварања релативно ниске цене система базираног на x86, Intel 80186 је брзо изгубио на потражњи за тим чиповима зато што није био компатибилан са чиповима PC који су били стандардизовани. Веома су ретко били коришћени у персоналним рачунарима после 1982. године.

## Доминантност клонова
Компатибилност је постала толико фажна да се Dave Winer нашалио 1985. године ракавшо ”једина фирма која може да уведе нову машину која није компатибилан са PC и преживи је IBM ”. До краја године PC Magazine је изјавио да чак ни IBM не би могао да избаци оперативни систем за PC а да није компатибилан са DOS-ом. Такође су додали да је ” компатибилнос највећи проблем за софтверске и хардверске инжињере. Корисничка заједница је превелика и превише захтевна да би била у могућности да прихвати радикалне промене и напусте решења која су радила у прошлости ”.
У року од неколико година после увођења IBM PC клонова који су у потпуности компатибилни, готово сви конкурентни рачунарски системи су нестали са тржишта, чак и они који су користили х86 процесоре. Упркос инхерентној опасности од индустрије која је заснована на ”стандарду”, напредна РС индустрија се појавила. Једини системи који су опстали а нису били компатибилни са IBM PC системом, били су квалификовани као кућни рачунари, као што је био Apple II, или пословни системи који су имали функције које није има IBM PC систем, као што су multitasking и multi-user карактеристике.
Compaq's цене су биле конкурентне IBM овим, компанија Compaq је карактеристике својих рачунара корпоративним клијентима. Средином 1985. године велика количина клонова је долазила од компанија из Азије и Америке које су изазвале нагло падање цена; до краја 1986. године клон који је по преформансама био еквивалентан IBM PC од 1600 долара коштао је свега 600 долара, такође доста ниже од цене Apple IIc рачунара. Потрошачи су у великим бројевима почели да купују DOS рачунаре; Radio Shack процењује да је половина њихових популарних Tandy 1000 клонова отишло ка кућним корисницима а не пословним. У том периоду клонови су били веома популарни, нудили су исте ако не и боље преформансе од IBM рачунара по знатно нижим ценама. Међу њима су били популарни Leading Edge Model D и Toys "R" које је производила компанија Hyundai. Electronic Arts је почео да развија игре специјално за РС.
Јануара 1987 Consumer Electronics је приказао Commodore и Atari клонове. До 1987. године PC индустрија је расла толиком брзином да су бивше само пословне платформе постале највеће и најважније тржиште за рачунарске игре. Са EGA графичком картицом јефтин клон је био много бољи за игрице него било који други рачунар. До 1989. године 80% читалаца часописа Compute! су имала у власништву DOS рачунар. До 1990 Computer Gaming World часопис је изјавио својим читаоцима да ”већина компанија је покушава да избаци MS-DOS производе”. Изјавили су да 65% рачунарских игрица су ради на MS-DOS рачунарима, док су се само 10% игрица правиле за Commodore Amiga а сви остали рачунари укључујући и Apple Macintosh заузимали су мање од 10% тржишта игрица. Amiga и већина других, као што је Atari ST и разни MSX2 рачунари, остали су на тржишту до РС сагласних зарадио довољно мултимедијалне могућности да се такмиче са кућним рачунарима. Са појавом јефтиних верзија VGA видео картица и Sound Blaster звучних картица (и његових клонова), већина преосталих кућних рачунара су били избачени са тржишта.
До 1995, осим Macintosh, готово ниједан нови потрошачки оријентисани системи нису били продати а да нису били IBM PC клонова. Amiga и Macintosh првобитно су користили Motorola's 68000 процесоре, касније су се пребацили на PowerPC архитектуру. У 2006, Apple је пребацио све Macintosh рачунаре на Intel x86 архитектуру. Модерне Macintosh рачунари су у суштини IBM PC компатибилни, способни су за покретање оба оперативна система, али и даље задржавају јединствене елементе дизајна који подржавају Apple's Mac OS X оперативни систем.

## Системи покренути убрзо након IBM PC
Убрзо након IBM PC је пуштен у продају, појавила се јасна појава између система који су користили x86 процесор, и оне који су изабрали неку другу
архитектуру. Скоро сви x86 системи су долазили са MS-DOS-ом. Остали су користили неке друге оперативне системе, иако је систем базиран на Z80 углавном нудио верзију CP/M-а. Заједничко коришћење MS-DOS-а уједињује системе x86, промовише раст x86 MS-DOS екосистема. Собзиром да су архитектуре које нису потпадале под x86 престале да постоје, x86 је стандардисован у IBM PC клонове, на тржишту су пропали сви конкурентни системи, самим тим IBM PC са MS-DOS-ом су владали тим временом.

### x86-базиран систем (коришћење OEM-specific верзије MS-DOS)
Одмах после лансирања IBM PC-а 1981. године. још увек су постојали други системи који нису били компатибилни са IBM PC, али су користили Интелов x86 чип. Они су користили Intel 8088, 8086, или 80186 процесоре, и готово без изузетка сви су нудили OEM верзију MS-DOS-а. Међутим, они нису покушавали да копирају IBM PC архитектуру, тако да су ови рачунари имали различите I/O адресе, имали су такође различит bus систем, различите видео контроле, и друге ствари које су се разликовале од IBM PC. Ове разлике, иако су биле мале, су биле коришћене како би побољшале IBM PC дизајн, али као резултат разлика, софтвер који је директно малипулисао хардверо не би функционисао правилно. У већини случајева системи који су били базирани на x86 а нису били у потпуности компатибилни са IBM PC, тешко су се продавали и слабо су привлачили компаније које су правиле софтвер, иако је неколико копјутерских произвођача дало аранжмане за компатибилне верзије популарних апликација које треба развити и продати посебно за своје машине.
Потпуно компатибилни IBM PC клонови појавили су се на тржишту убрзо након тога, пошто су предности клонирања постале превише велике да би се игнорисале. Доле наведени су системи који су били x86 компатибилни али нису били прави IBM PC клонови:
- ACT Apricot by ACT
- Dulmont Magnum
- Epson QX-16
- Seequa Chameleon
- HP-150 by Hewlett-Packard and the later HP 95LX, HP 100LX, HP 200LX, HP 1000CX, HP OmniGo 700LX, HP OmniGo 100, and HP OmniGo 120.
- Hyperion by Infotech Cie used its own H-DOS OEM version of MS-DOS
- MBC-550 by Sanyo
- 80186 based Mindset graphics computer
- Morrow Designs' Morrow Pivo[тражи се извор][31]
- MZ-5500 by Sharp
- Decision Mate V from NCR Corporation ова верзија MS-DOS названа је NCR-DOS+++[32][33]
- MikroMikko_2 by Nokia
- The NorthStar Advantage
- PC-9800 and PC-9801 systems from NE[тражи се извор]
- Rainbow 100 from DEC
- RM Nimbus by RM plc
- Tandy/Radio Shack TRS-80 Model 2000
- Texas Instruments TI Professiona[тражи се извор][34]
- Torch Graduate by Torch Computers
- Tulip System-1 by Tulip
- Victor 9000 by Sirius Systems Technology
- YES Philips касније избачен на тржиште,
- Z-100 by Zenith with an MS-DOS OEM version named Z-DOS

### Системи који нису x86-based
Нису се сви произвођачи одмах пребацили на Intel x86 породицу процесосора и на MS-DOS. Неколико компанија ја наставила са пуштањем система заснованих на не-Intel архитектури. Неки од тих система су корисили 32 битни микропроцесор, најпопулирнији је био Motorola 68000. Остали су наставили да користе 8-битне микропроцесоре. Многи од ових система су били приморани да изађу са тржишта а разлог томе је IBM PC и његови клонови, иако су неке од ових архитектура имала супериорније способности, посебно у области мултимедије. PC архитектура тог времена је често имала само CGA дисплеј, и без додатног озвучења осим интегрисаних PC звучника.
Иако су давно избачени, ови системи су вредни помена:
- Apple Lisa направљена од стране Apple компаније, био је претходник Apple Macintosh, инспиришући Macintosh дизајн. Оригинални Macintosh је користио Motorola 68000 чип као код Lisa, а имао је довољно сличан дизајн да су неки Lisa системи преуређени и продавани као "Macintosh XL" рачунари.
- Acorn Computers Acorn Archimedes који је касније назван Risc PC, је користио ARM процесор који је био прилагођен том рачунару. ARM архитектура је и даље популарна, која се појављује у скоро свим мобилним уређајима као што су Apple iPhone, iPod и iPad, као и мали систем базиран на UNIX. Risc PC су наследили A9home, Iyonix PC и RiscStation R7500.
- Sun Microsystems Sun-1 и Sun-2 породица UNIX система је представила SunOS UNIX оперативни систем, који је покретао Motorola 680x0 чип. Sun тренутни велики UNIX сисем користи SPARC процесор који је развила компанија Sun, али су систем који је наследио преименовали у Solaris.

Остали системи који нису базирани на x86-based:
- Apple IIGS, a 16-bit version of the Apple II series, with extended multimedia capabilities.
- Commodore Amiga
- Amstrad PCW series
- Atari ST
- Cromemco C-10
- Intertec's Compustar II VPU Model 2[тражи се извор]
- Corvus Concept
- Kaypro 10
- Fujitsu Micro 16[тражи се извор]
- Micro Decision by Morrow Design[тражи се извор]
- MTU-130 by Micro Technology Unlimite[тражи се извор]
- Xerox 820
- Epson QX-10
- RoadRunner from MicroOffic[тражи се извор]
- SGI IRIS series of graphics workstations
- TRS-80 model 16, 16e and 6000 by Tandy Corporation.